# Anna Rybicka
Anna Rybicka, née le 28 mars 1977 à Gdynia, est une escrimeuse polonaise, pratiquant le fleuret.

## Palmarès

### Jeux olympiques d'été
- 2000 à Sydney,  Australie
  -  Médaille d'argent en fleuret par équipes

### Championnats du monde
- 2010 à Paris,  Australie
  -  Médaille d'argent en fleuret par équipe
- 2004 à New York,  États-Unis
  -  Médaille de bronze en fleuret par équipes
- 2003 à La Havane,  Cuba
  -  Médaille d'or en fleuret par équipes
- 2002 à Lisbonne,  Portugal
  -  Médaille d'argent en fleuret par équipes
- 1998 à La Chaux-de-Fonds,  Suisse
  -  Médaille de bronze en fleuret par équipes

### Championnats d'Europe
- 2006 à Izmir,  Turquie
  -  Médaille de bronze en fleuret individuel
  -  Médaille de bronze en fleuret par équipes
- 2004 à Copenhague,  Danemark
  -  Médaille de bronze en fleuret individuel
- 2003 à Bourges,  France
  -  Championne d'Europe en fleuret par équipes
- 2002 à Moscou,  Russie
  -  Championne d'Europe en fleuret par équipes
- 1997 à Gdańsk,  Pologne
  -  Médaille de bronze en fleuret individuel